# Nacala
Nacala è una città del Mozambico, situata nella Provincia di Nampula.